# Health Hub Utrecht
Health Hub Utrecht (HHU) is het regionale netwerk in de provincie Utrecht waarin overheden, kennisinstellingen, zorgorganisaties, bedrijven en maatschappelijke partijen samenwerken aan innovatie, preventie en gezondheid. In 2025 werken meer dan 40 partners en gelieerde partijen samen binnen het netwerk. De Provincie Utrecht kwalificeert de HHU als een “regio-alliantie” die inzet op preventie, digitale transformatie en een toekomstbestendige arbeidsmarkt in de zorg.

## Geschiedenis
- 2016 - City Deal en oprichting. Op 27 mei 2016 ondertekenden tien gemeenten, de provincie Utrecht en vier ministeries de City Deal Health Hub, waarmee de regio Utrecht zich profileerde als living lab voor ‘‘Healthy Urban Living’’.[3]
- 2018 - Media-aandacht. Het zorgtijdschrift Skipr plaatste HHU in de bredere trend van Nederlandse “health hubs”.[4]
- 2020 - Uitbreiding. Tijdens het evenement “Sign & Dine” tekenden zes nieuwe partners aan; HHU publiceerde een manifest en organiseerde thematische live-casts.[5]
- 2022 - ‘’Meters maken’’ fase. Het netwerk koppelde zijn uitvoeringsagenda aan het Integraal Zorgakkoord (IZA) en startte zes coalities.[6]
- 2024 - Internationale erkenning. Een opiniepaper van de WHO noemde HHU een pijler van de Utrechtse gezondheidseconomie en strategie van Heart of Health.[7]

## Missie
HHU streeft ernaar “gezondheid en geluk bereikbaar te maken voor elke Utrechter” door beleid, praktijk en onderzoek te verbinden en innovaties te versnellen.

## Organisatiestructuur
| Niveau                 | Rol                             | Samenstelling                                              |
| ---------------------- | ------------------------------- | ---------------------------------------------------------- |
| Bestuurdersoverleg     | Strategische koers en begroting | Gemeente- en zorgbestuurders; kennisinstellingen           |
| Dagelijkse Coördinatie | Operationele afstemming         | Programmamanagers van kernpartners                         |
| Kennistafel            | Wetenschappelijke reflectie     | Universiteit Utrecht, UMC Utrecht, Hogeschool Utrecht e.a. |

Het programmabureau is gevestigd in de Jaarbeurs Innovation Mile (JIM) te Utrecht. Sinds najaar 2024 is Birk Frankvoort programmamanager van HHU.

## Thematische coalities
Vanaf 2022 werkt HHU met zes inhoudelijke coalities:
1. Eerste duizend dagen
2. Mentale weerbaarheid jongeren
3. Langer gezond zelfstandig
4. Gezonde leefomgeving
5. Aantrekkelijke arbeidsmarkt
6. Digitale transformatie

## Projecten en evenementen
- Future Health Expo – jaarlijkse publieksexpo georganiseerd met de HKU (editie 2023 in het Stadskantoor Utrecht).[9]

## Externe positionering
HHU sluit programmatisch aan bij de regionale positionering Heart of Health, dat tot doel heeft de Utrechtse economie te ontwikkelen rond welzijn en preventie. De WHO ziet de Utrechtse aanpak als voorbeeld voor de gezondheidseconomie.

## Ontvangst
- *Skipr* beschreef HHU als illustratief voor de groei van regionale health hubs in Nederland.[4]
- De provincie Utrecht benadrukt dat HHU nodig is om preventie, digitale gezondheid en arbeidsmarktvraagstukken te versnellen.[2]